# Wappen der Kanarischen Inseln
Das Wappen der Autonomen Gemeinschaft der Kanarischen Inseln wurde erstmals am 16. August 1982 im Autonomiestatut der Kanarischen Inseln (Estatuto de Autonomía de Canarias) festgelegt, das im Spanischen Gesetzblatt veröffentlicht wurde. Dadurch schuf das Spanische Parlament die Comunidad Autónoma de Canarias als staatliches Organ. In Artikel 6 Absatz 2 des Autonomiestatuts wurde die Beschreibung des Wappens festgelegt. Das dort beschriebene Wappen lehnt sich an bereits früher für die Kanarischen Inseln verwendete Wappen an. Sein heutiges Aussehen wurde am 24. November 2005 festgelegt.

## Beschreibung gemäß gesetzlicher Definition
Der Artikel 6 Absatz 2 des Autonomiestatutes der Kanarischen Inseln beschreibt das Wappen so: In einem blauen Feld befinden sich sieben silberne Inseln. Sie sind gleichmäßig jeweils zwei, zwei, zwei und eine angeordnet, wobei sich die letzte in der Spitze befindet. Über dem Schild befindet sich eine goldene Königskrone und darüber ein silbernes Band mit der Devise „Océano“ in schwarz. Schildhalter sind zwei naturfarbene Hunde, die ein Halsband tragen. ("En campo de azur trae siete islas de plata bien ordenadas, dos, dos, dos y una, esta última en punta. Como timbre una corona real de oro, surmontada de una cinta de plata con el lema «Océano» de sable y como soportes dos canes en su color encollarados.") Diese Beschreibung des Wappens im Autonomiestatut lässt viele Gestaltungsvarianten zu, z. B. für die Form der Inseln, das Aussehen der Hunde oder ebenso für die genaue Farbgebung. Selbst die Form des Wappenschildes ist im Statut nicht vorgegeben. Diese Offenheit ließ es zu, dass die Schwarz-Weiß-Version des Wappens immer wieder an den Zeitgeschmack angepasst wurde.

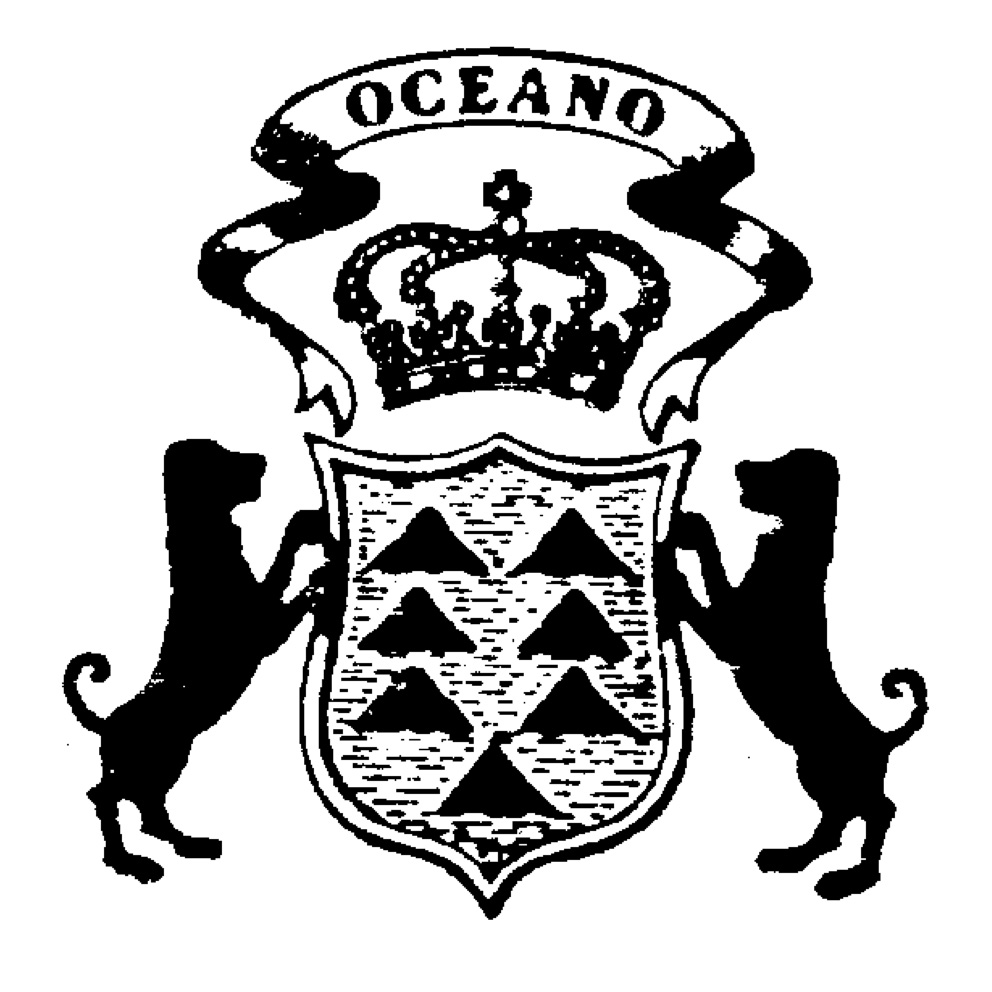
Wappen vor 1982
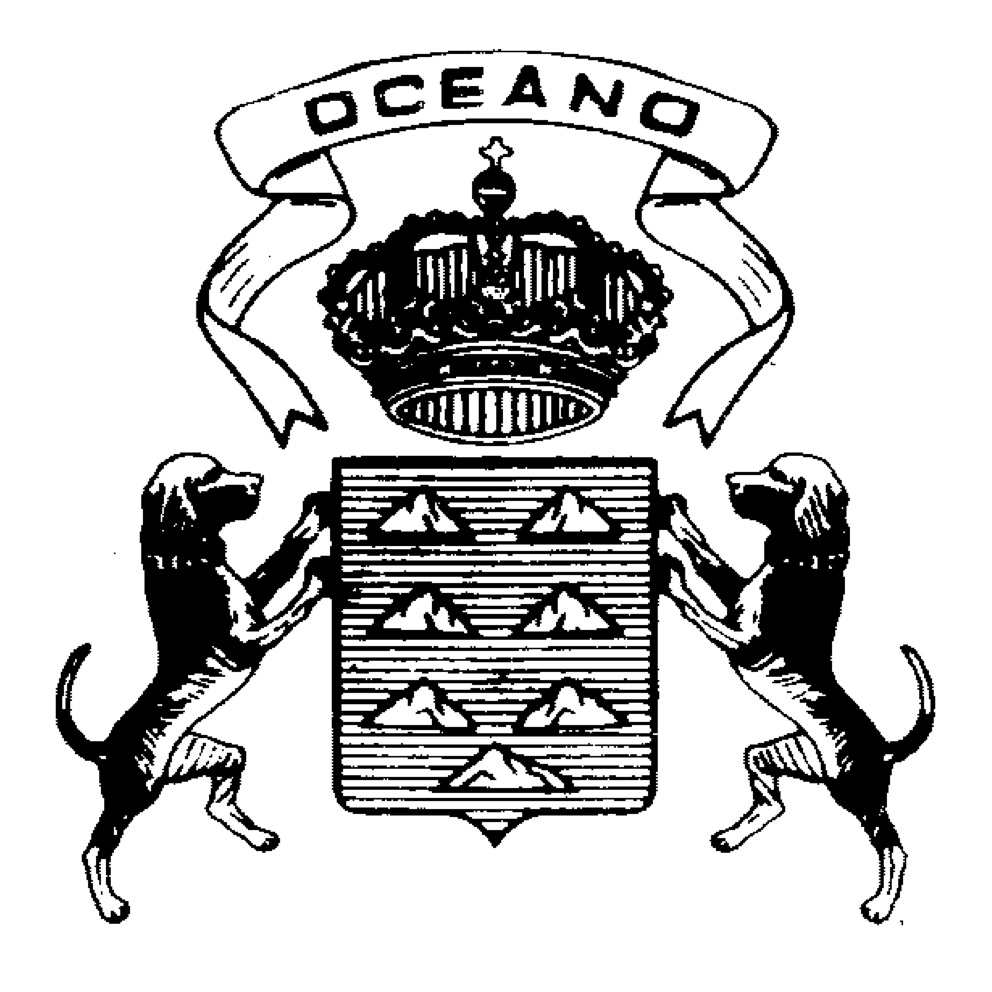
Wappen 1984
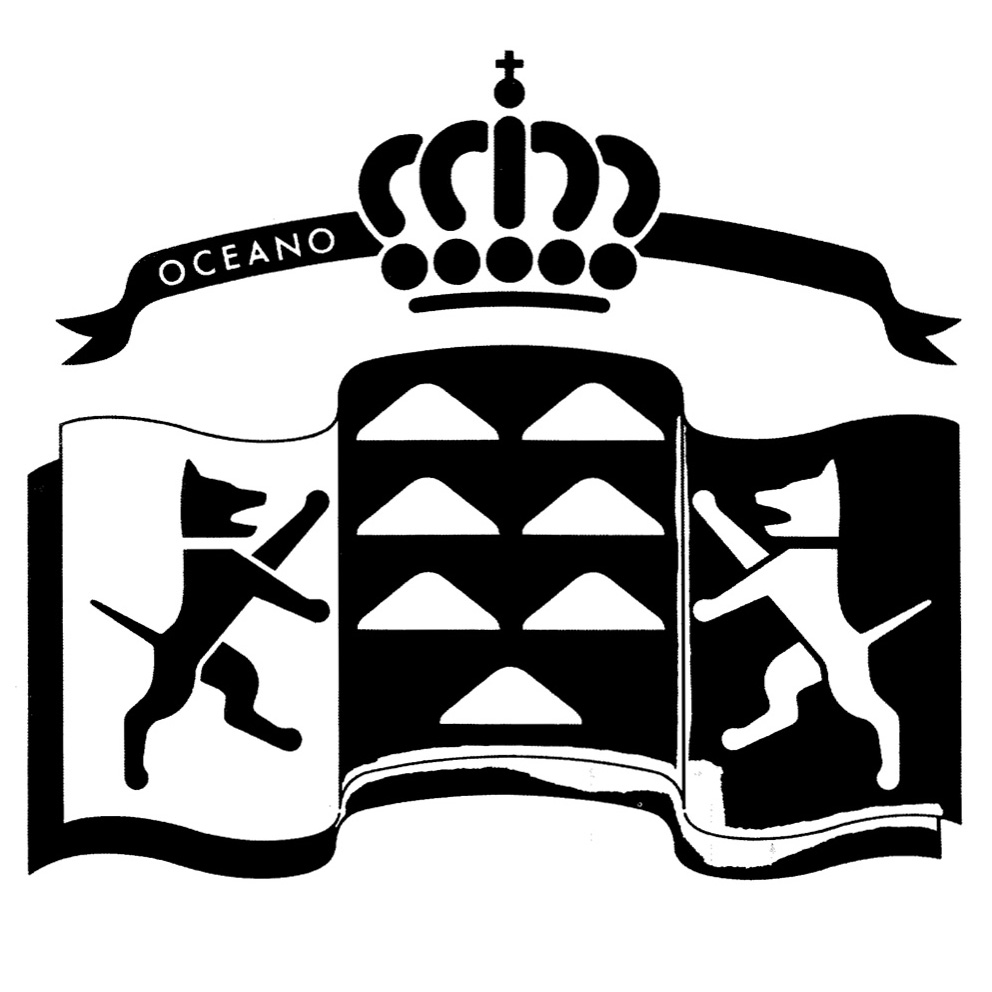
Wappen 1986
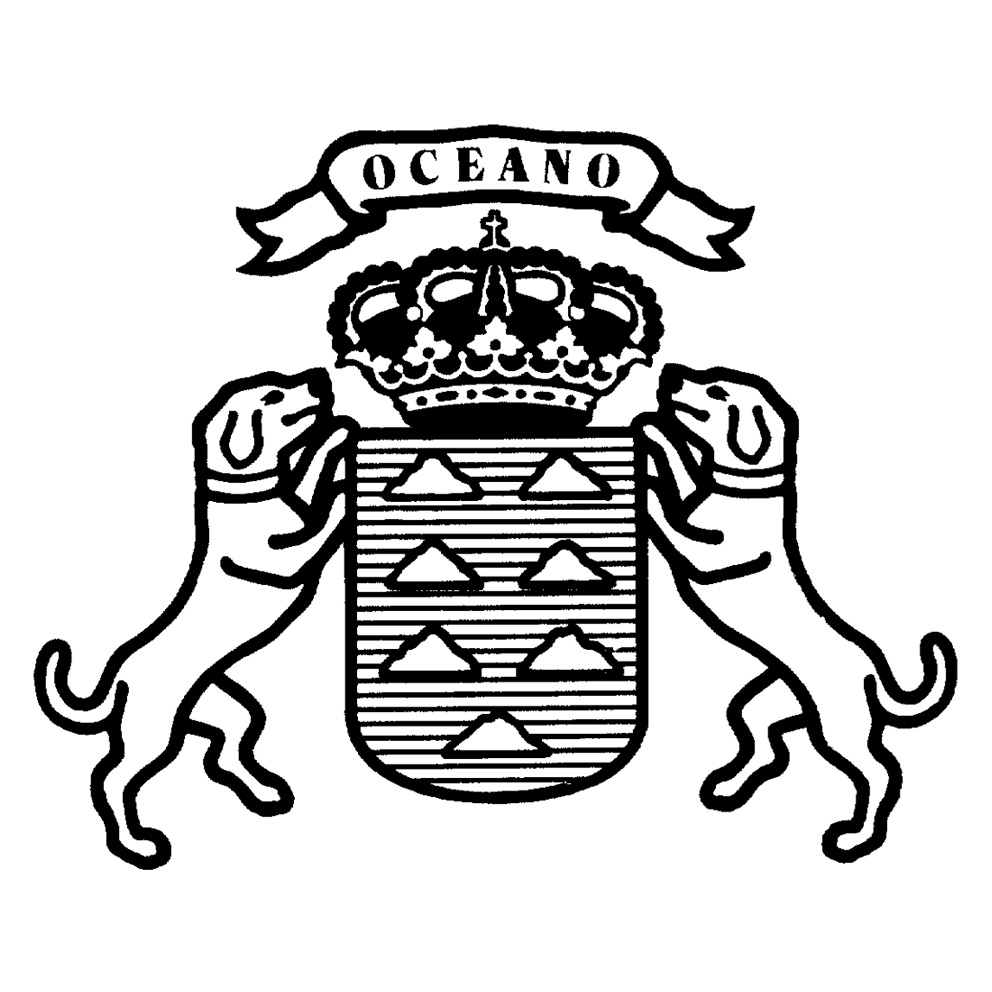
Wappen 1990
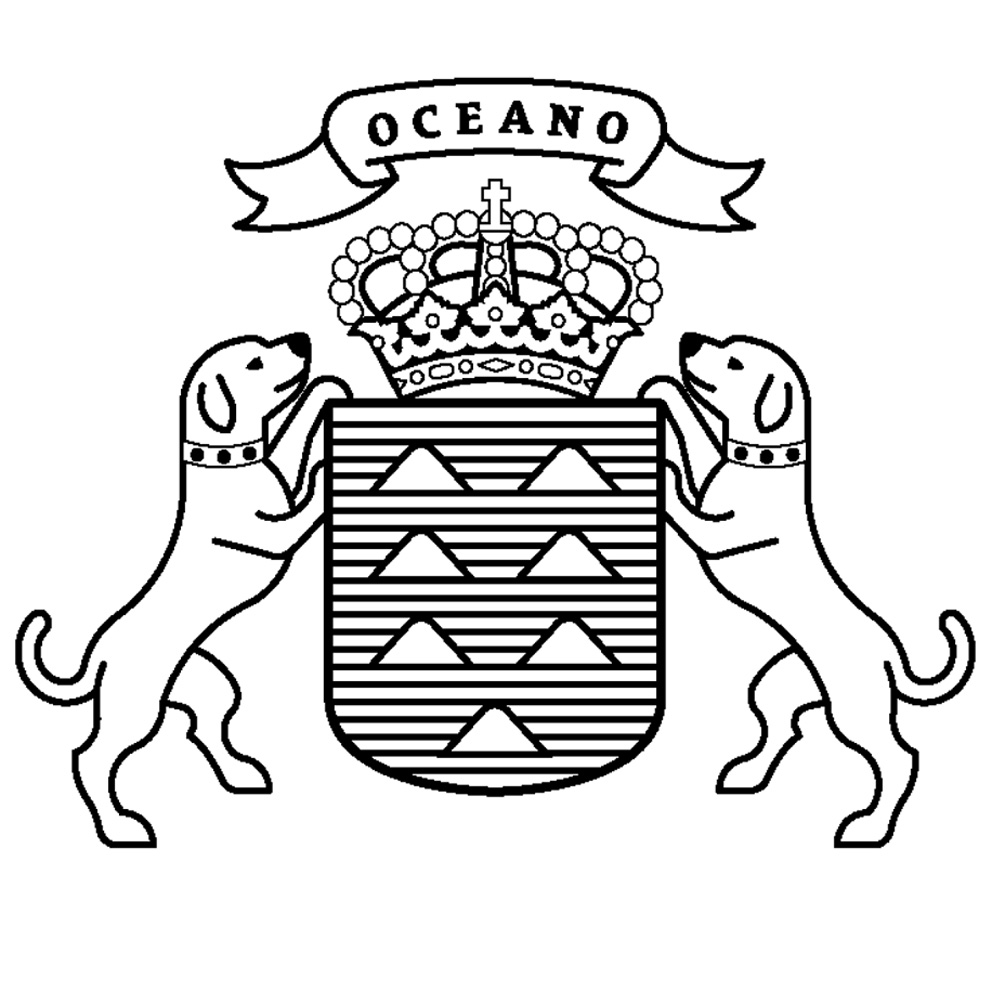
Wappen 2005

Auch die farbige Version des offiziellen Wappens wurde von Zeit zu Zeit verändert. Bei der Version aus dem Jahr 2005 wurden die Schattierungen im Fell der Hunde und an den Bergen der Inseln weggelassen und die Inseln einheitlich als gleich große Dreiecke dargestellt. Seit dem Jahr 2005 verwenden die Regierungsstellen der Kanarischen Inseln auf Drucksachen und bei sonstigem öffentlichen Kennzeichnungen (z. B. auf Bauschildern, Autobeschriftungen oder Arbeitskleidung) elne stark vereinfachte Form des Wappens. 

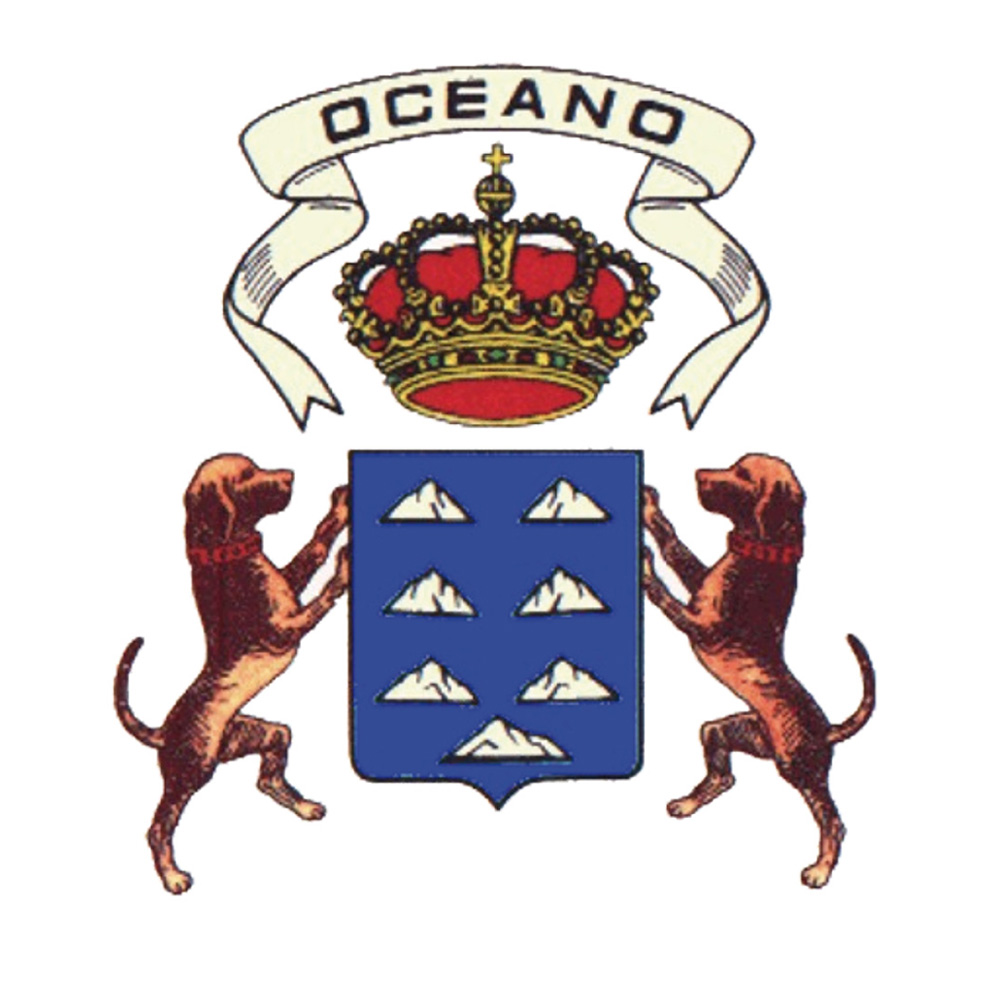
Wappen ab 16.08.1982 gemäß Autonomiestatut
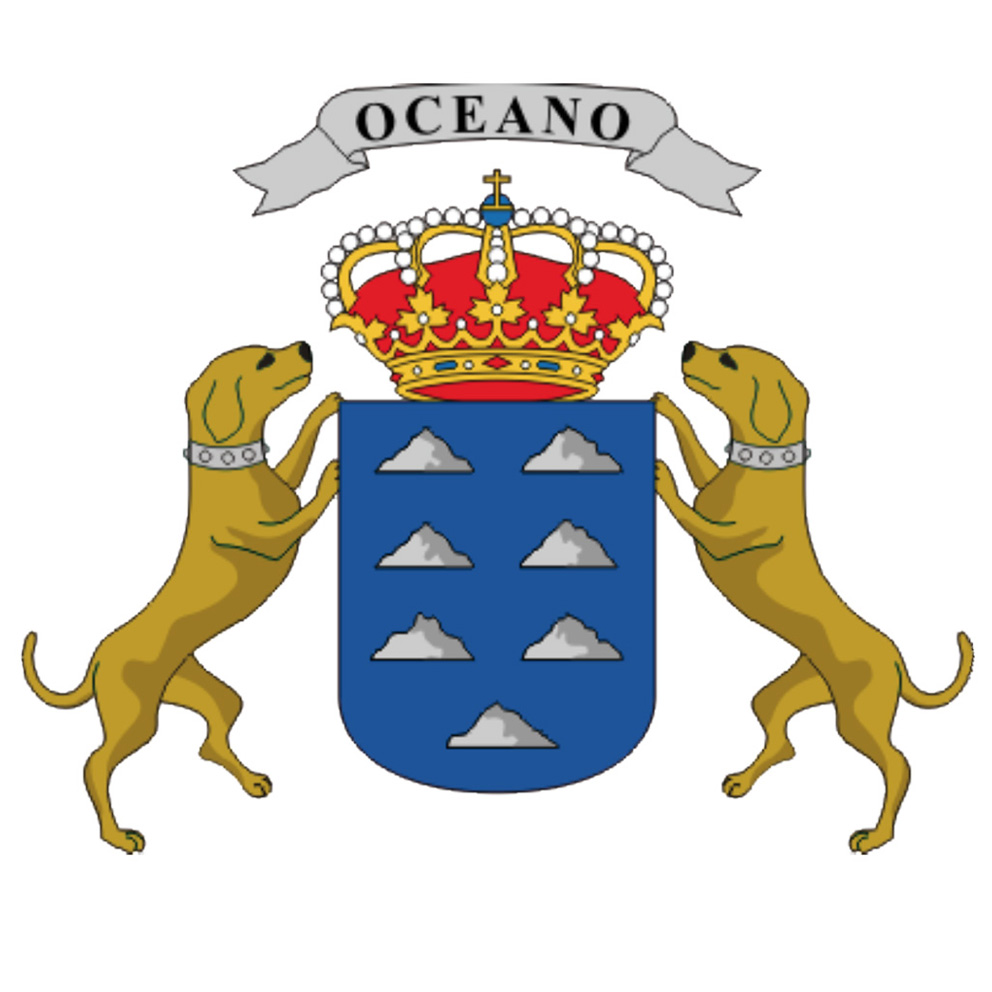
Wappen ab 14.08.1990 gemäß Dekret 157/1990
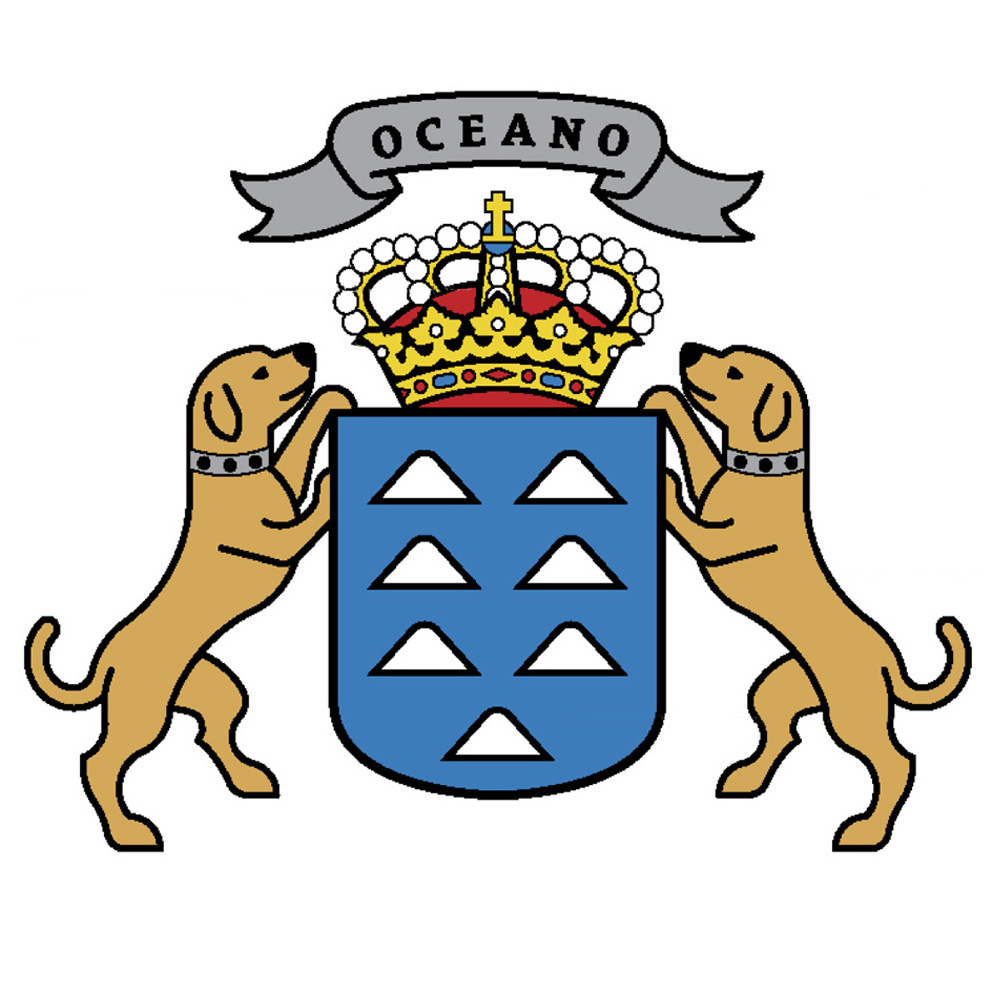
Wappen ab 24.11.2005 gemäß modifiziertem Dekret 184/2004
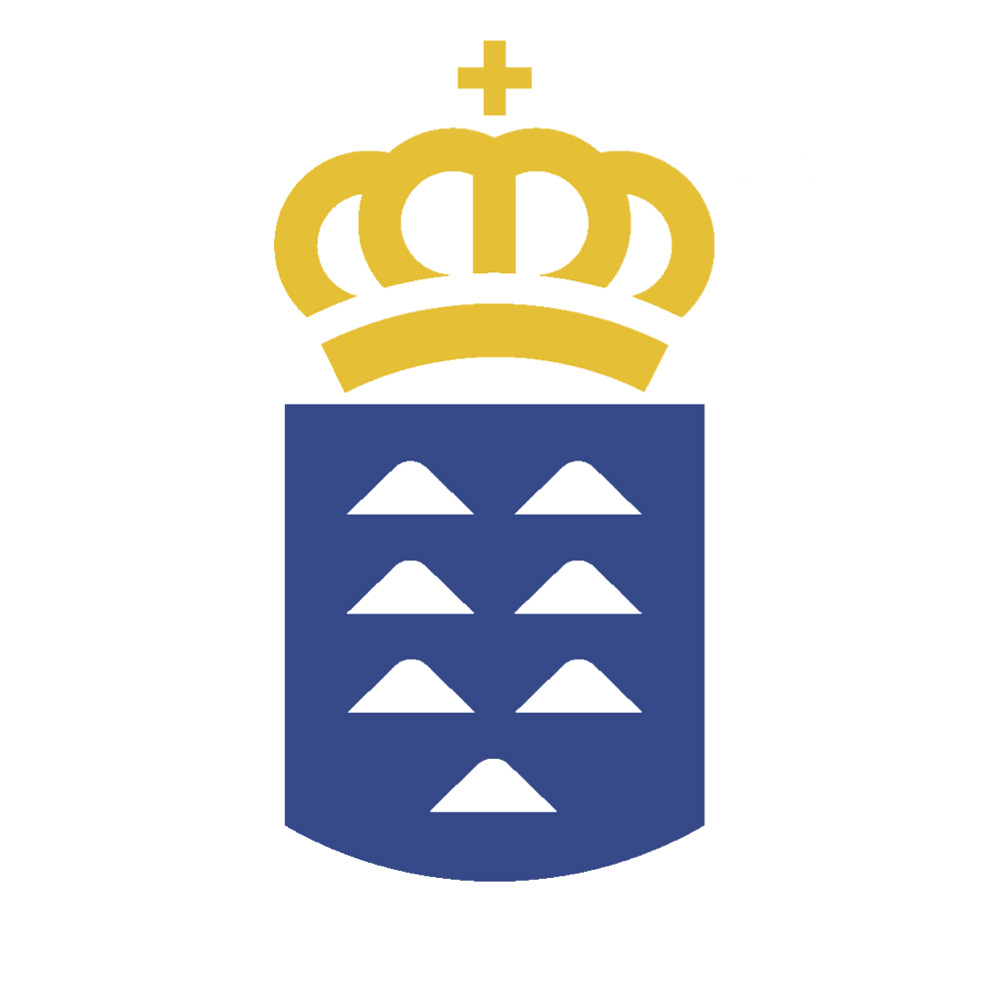
Wappen der Kanarischen Regierung 2005

## Historische Herkunft der Wappenbestandteile
Die erste Darstellung eines Wappenschilds mit sieben Inseln auf blauem Grund, der das Meer symbolisiert, findet sich, allerdings in der Anordnung der Inseln 3:3:1 in einem Manuskript von Francisco Valonga y Gatuellas, das Títulos de los Reyes de España überschrieben ist und gegen Ende der Regierungszeit von Philipp IV. (1621-1665) entstand. Die heute noch gebräuchliche Anordnung der Inseln 2:2:2:1 taucht erstmals auf einer 1765 von einem anonymen Autor angefertigten Landkarte, betitelt Plan de las Afortunadas Islas del Reyno de Canarias y la isla de San Borondón, auf.
Auch die geschlossene spanische Königskrone und das Motto OCÉANO über ihr findet sich erstmals auf dieser 1765 erschienen Karte.
Die beiden Hunde der Rasse Presa Canario (Kanarische Dogge) erscheinen im Wappen erstmals 1772 auf dem Frontispiz eines Werks des Historikers José de Viera y Clavijo. Diese ursprünglich als Jagdhunde auf Hirsche und Wildschweine dienenden Doggen wurden vielfach von den Konquistadoren bei den Eroberungszügen nach Südamerika, für die die Kanarischen Inseln eine wichtige Zwischenstation waren, mitgeführt. Einige verblieben auf den Kanaren, wurden hier weitergezüchtet und als muskulöse Wachhunde eingesetzt. Vom spanischen Landwirtschaftsministerium wurde sie 2001 als eigenständige Hunderasse anerkannt.

## Frühere Versionen des Wappens
Wappen aus der Zeit vor 1982 finden sich an verschiedenen Gebäuden auf den Kanarischen Inseln, z. B. am Giebel des 1895 fertiggestellten Hospital Civil (seit 2018 Museo de la Naturaleza y Arqueología) in Santa Cruz de Tenerife oder am Konzertsaal der Sociedad Musical Santa Cecilia (heute Parlamento de Canarias), ebenfalls in Santa Cruz de Tenerife. Bereits vor der Autonomie der Kanarischen Inseln wurde ein Wappen der Kanarischen Inseln auf amtlichen Verlautbarungen verwendet.

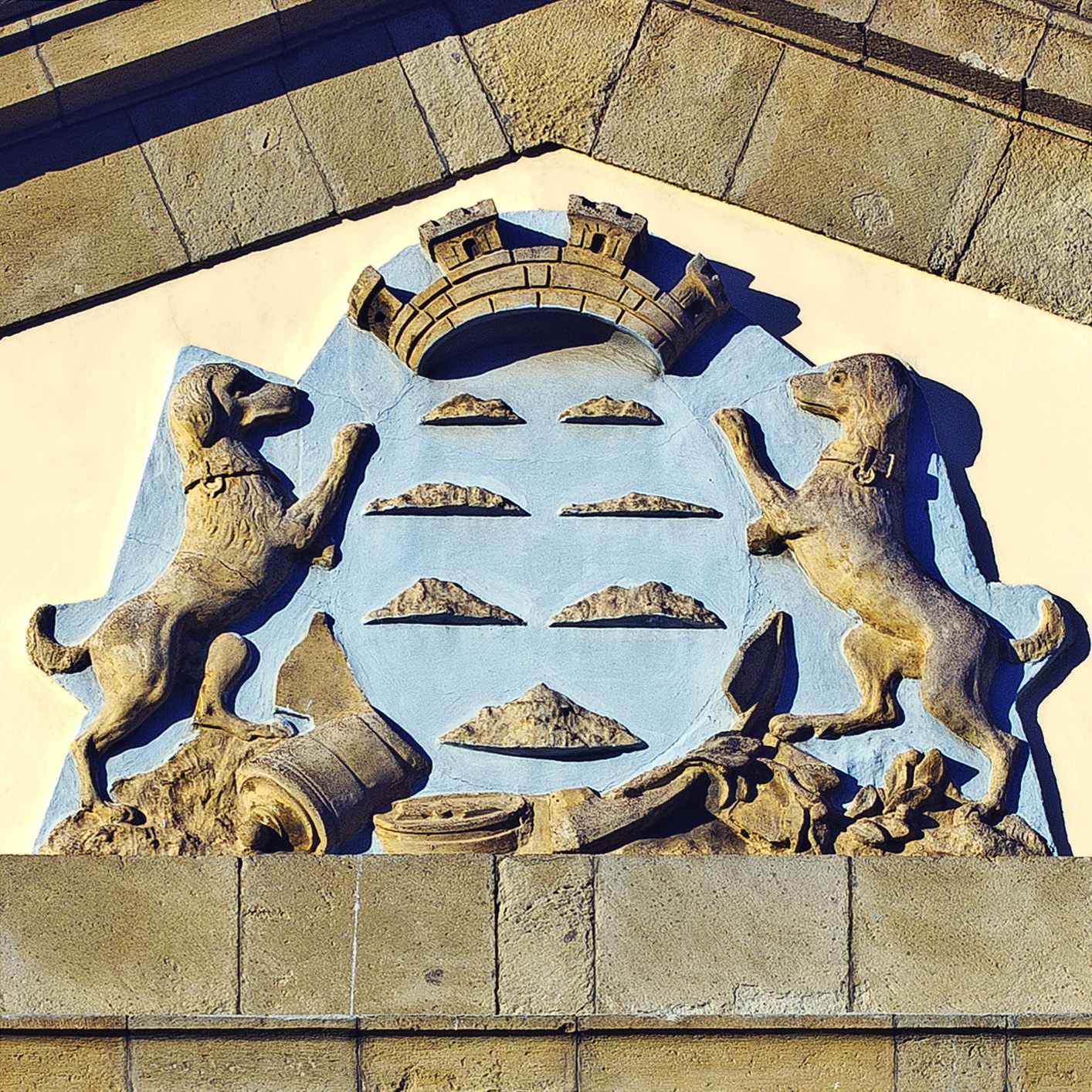
Wappen am Hospital Civil seit 2018 Museo de la Naturaleza y Arqueología Santa Cruz de Tenerife
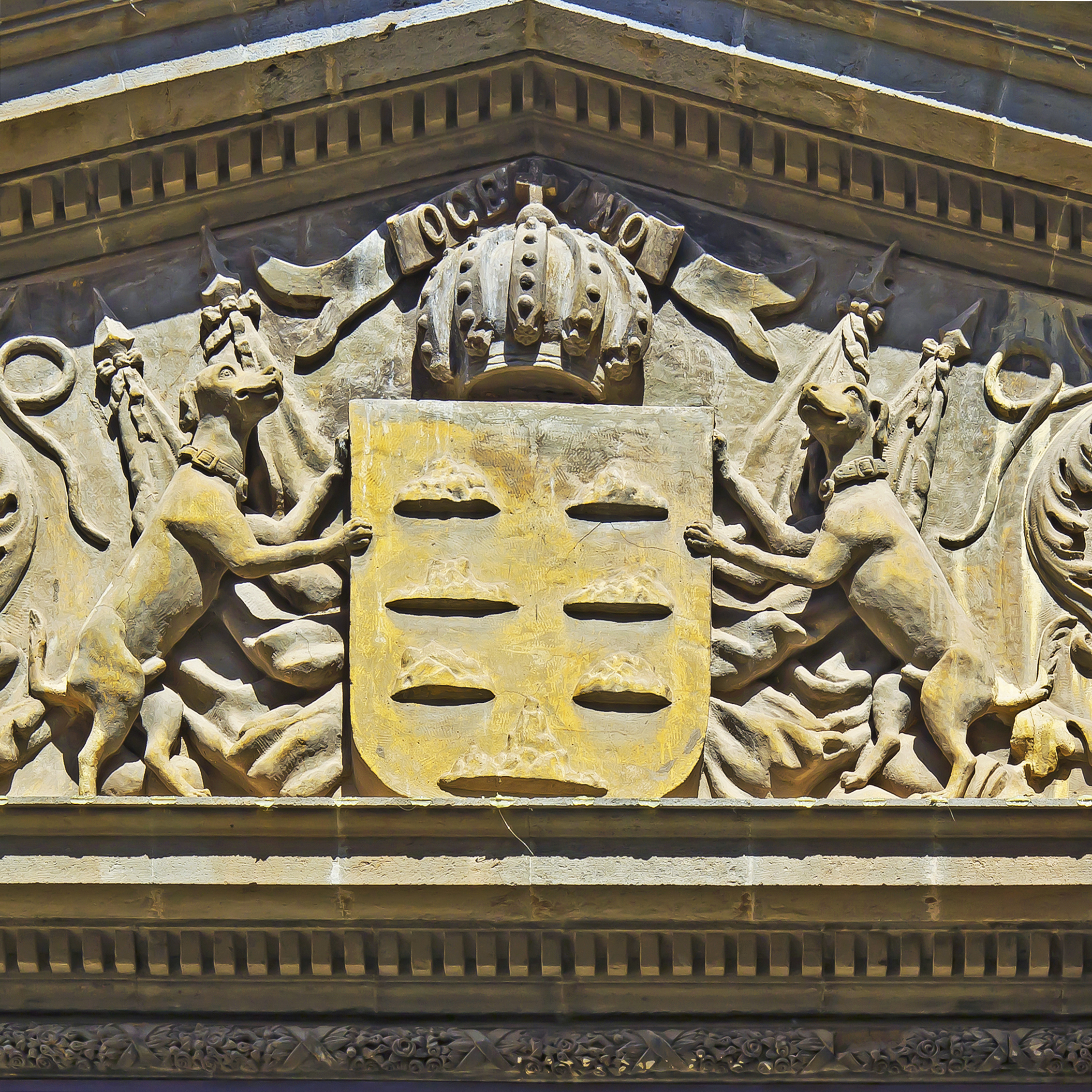
Wappen am Konzertsaal der Sociedad Musical Santa Cecilia heute Parlamento de Canarias
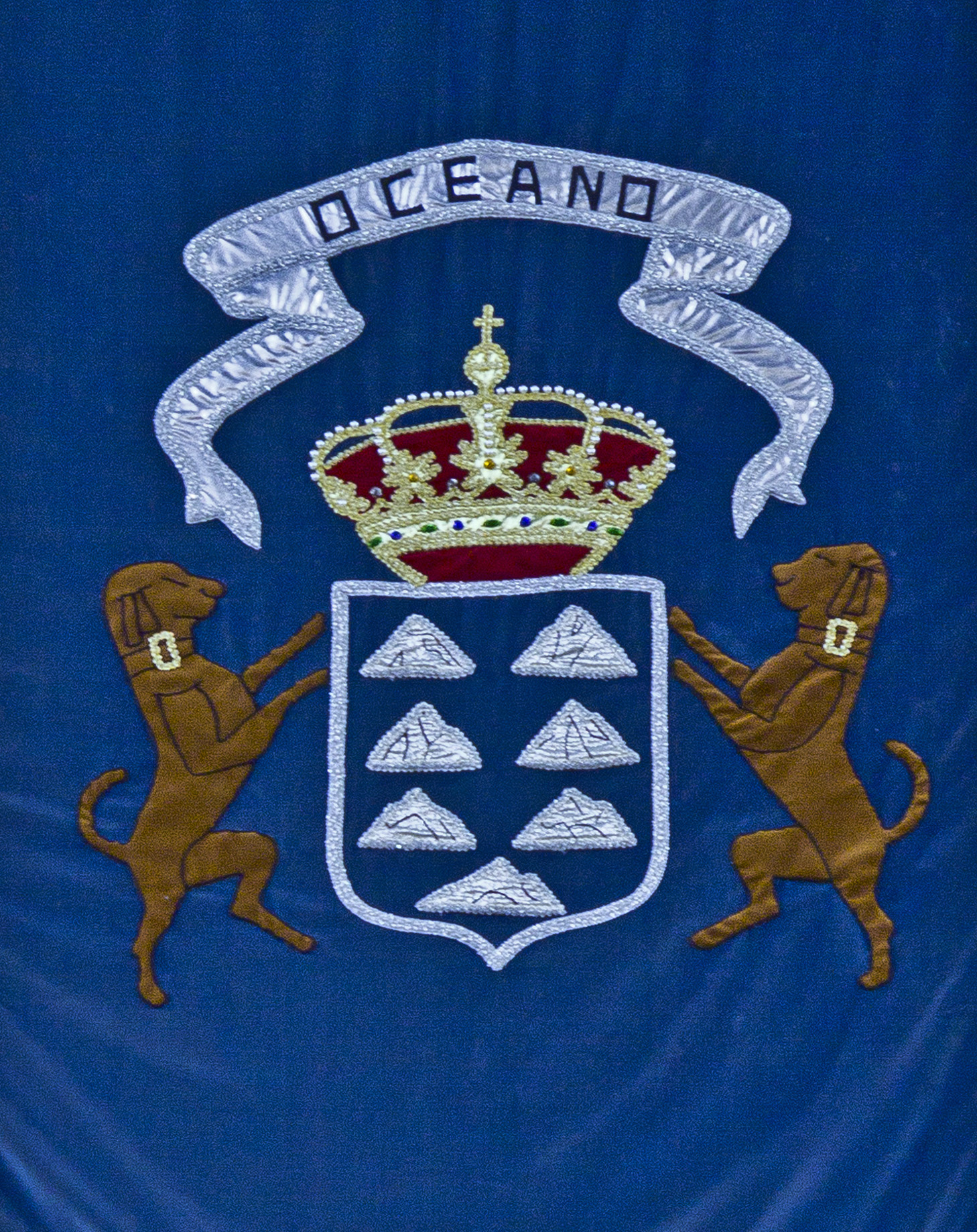
Wappen auf einem Wandteppich an der Stirnseite des Parlamento de Canarias